# Градска библиотека у Новом Саду
Градска библиотека у Новом Саду је једна од највећих јавних библиотека у Војводини и матична за Јужнобачки округ. У њеном саставу се налази 26 библиотечких огранака (у граду и приградским насељима) и два посебна фонда: Завичајна збирка и Информационо-реферални центар са Читаоницом. Библиотека располаже фондом са више од 500 000 књижних јединица и преко 25 000 корисника.

## Историјат
Централна зграда се налази у Дунавској 1 која је задужбина Анке и Арсе Пајевића издавача и мецене српског народа. Градска библиотека је формирана 1958. године али своје почетке има у XIX веку зато што је утемељена на раду Српске читаонице новосадске која је основана 23. септембра 1845. године.
У првој половини XIX века Срби у Војводини били су под туђинском влашћу. Проналажени су различити начини да се традиција и духовност српског народа чува и очува. А када су се озбиљније почеле појављивати српске књиге, новине и часописи наметнуло се размишљање о томе како да оне дођу у што више руку, како народ што више да их чита.
У то време читаонички покрет који је у основи национални захвата целу Европу, па и ове крајеве. Његов важан задатак био је буђење националне свести, да се што више помогне народност и упозна књижевност, а у исто време и начини места светлости "Просвете". И зато су и овде Читаонице радосно поздрављене, а на њих се гледало као на нове српске "храмове просвете". Нарочито се учећа и напредна омладина радовала таквим установама. А родољуба који су уочавали такав значај Читаонице било је и у овој средини, па је самим тим пута и начина за њихово оснивање извесно било. У таквој атмосфери и са тим задацима формирана је Читаоница српска у Новом Саду.
српска Читаоница у Новом Саду започела је пре 150 година. Наиме, после одговарајућих припрема, 23. септембра 1845. године, у згради Грчке школе (садашње зграде у Грчкошколској улици бр. 3) одржан је састанак на коме су примљена правила друштва и изабрана је управа. За привременог председника изабран је Јован Рајић млађи, истакнути правник и професор лицеја, за потпредседника Платон Јевремовић, парох Сабоне цркве, а за секретара Радивоје Стратимировић.
Чињеница је да се постојање Српске читаонице у Новом Саду по неким изворима везује и за 1838. и 1839. годину. Наиме, у Новом Саду је тих година давало представе такозвано "летеће позоришно друштво". Те представе приређиване су у корист Читаонице. Постоји такође и опис изгледа Читаонице српске у Новом Саду из 1842. године. Међутим, Градска библиотека која ради на традицији Српске читаонице у Новом Саду приклонила се 23. септембра 1845. године као свом рођендану, будући да за њега има извоне документе.
Организовање Српске читаонице у Новом Саду омогућено је добровољним прилозима грађана и угледних људи из других српских крајева, прикупљених на баловима који су за ову сврху и организовани. Овдашња српска штампа регистровала је два "торжествена бала". Први је одржан на новосадском стрелишту 14. августа 1844. године, са циљем да се оснује Српска читаоница у којој би се "мила браћа Срби цвијеће мудрости, највеће мудрости и просвете сабирали а са другом својом браћом Словјанима боље се упознали моћи". Ова забава је била чисто српска и у њој је великог учешћа узела тадашња новосадска српска омладина, сво српско племство Војводине, као и енглески конзул из Београда.
Септембра 1845. године приређен је други бал који је омогућио оснивање Читаонице. После избора управе Читаонице она је отворена 27. септембра те године у гостионици "Код фазана" (на месту те гостионице је сада Музичка школа у Његошевој улици). Прочитана су имена приложника и покровитеља Читаонице. Утврђено је да је основан фонд Читаонице од 2000 форинти и 1000 књига. Оснивачком скупу је присуствовао и митрополит Јосиф Рајачић.
Читаоница одмах почиње да развија национални дух. На самом отварању истакнуто је да Срби желе да им се призна народност и зато оснивају Читаоницу како би у њој могли да добијају и читају српске књиге и новине. А сам непосредни повод за њено оснивање је увођење мађарског језика за званични уместо латинског. То су Срби схватили као опасност за свој језик и своју националну независност, па су стога и приступили формирању Српске читаонице као једне од брана у чувању своје народности и идентитета. Нема сумње да је читаоница српска у Новом Саду умногоме делила судбину свог народа. У њеној богатој историји видљиво је стога неколико периода. Први траје од оснивања до 1848—1849. године, до чувене Буне, када је Нови Сад јуна месеца бомбардован и када је и Читаоницу задесила иста судбина као и цео град, поготово његов српски део. Наиме, Читаоница је разрушена и дуго је требало до обнављања њеног рада.
Извесно је дакле да Читаоница има, лепих заслуга и за цело српство. Она је дуго због своје економске снаге и усвојених правила била седиште култуног живота и оснивач многих завода и установа. Тако је 17. октобра 1873. године у њеним просторијама основано ''Новосадско српско коло''. У њој су се одржавали и јавни састанци Срба занатлија Новосађана, деоничара прве Бачке трговачке и прометне Банке, у Новом Саду, Скупштине јахачког, веслачког и ватрогасачког друштва. Српске девојке у Новом Саду образовале су под заштитом Читаонице Девојачко и омладинско коло. Та младеж састајала се недељом у Читаоници. Иако је била по имену српска, Читаоница је била отворена за све грађане, без обзира на веру и нацију, који су живели у Новом Саду. У исто време она је од 1905. године постала прва Установа друштвена у Срба с ову страну, у којој су што се права и дужности тиче изједначени мушки и женски чланови. Читаоница је дала свој допринос и код формирања женске читаонице ''Посестриме''.
У читаоници је био развијен култуно-забавни живот. Одржавало се небројено много беседа, села и забавних вечери. Предњачила је у активностима када је требало обележити какав важан догађај. Овако широко поље рада Читаонице и све личности које су за њу као чланови биле везане засигуно су јој прибавили изузетно угледно место међу установама културе целог српског рода.
Због ње се шездесетих година прошлог века говорило, да је Нови Сад главна српска варош јер од 16.000 становника, 9.000 је Срба, а са другим Словенима 12.000. У то време Нови Сад има српску епископску столицу, велику гимназију, књижевно друштво Матицу, друштво позоришно и читаоницу.
Када је избио Први светски рат и Новосадска Српска читаоница морала је да дели злу судбину са осталим српским установама. Сва њена имовина укључујући и архиву уништена је. Зато, ми о њеним активностима, знамо пре свега преко новинских текстова и забелешки. Готовина читаонице депонована је код Српске гимназије новосадске, са којом ова Установа има изузетно дуготрајне и чврсте везе. По ослобођењу и уједињењу Војводине са матицом земљом, Србијом, 1918. године, Читаоница је обновила свој рад већ током 1919. године. Морало се почети изнова са набавком књига, часописа и другог неопходног материјала.
У ослобођеној земљи, Читаоница губи, што је сасвим разумљиво, ону улогу коју је имала када је српски народ у Војводини водио борбу за своју националну слободу и независност, и свој рад усаглашава "са духом времена и промењеним приликама".
За време окупације од 1941—1945. године, Читаоница је настојала да одржи активности и свој дух. Своју индивидуалност Читаоница чува до 1958. године, када обједињавањем са библиотеком "Ђура Даничић", рејонским библиотекама града, а нешто касније и позајмним одељењем Библиотеке Матице српске, поприма облик и начин деловања који и данас има као Градска библиотека у Новом Саду, једна од највећих јавних библиотека позајмног типа у целој земљи. 
Од 2010. постоји огранак Библиотека „Трифун Димић”.

### Награде
Награда "Милорад Панић Суреп" за 1976. и 1995. годину, поводом 150 година постојања и успешног рада у својој средини и на ширем српском културном простору
"Првомајска награда Дечјем одељењу Народне библиотеке Нови Сад" за постигнуте резултате у 1993. години
награда "Искра културе" за 1995. годину
"Октобарска награда града Новог Сада" за 1995. годину
награда "Милорад Панић Суреп" за 1999. годину директору Градске библиотеке у Новом Саду Драгану Којићу

### Културни програм
У Градској библиотеци се годишње реализује око 1300 разних културних програма у мрежи библиотечких огранака: књижевних вечери, трибина, предавања, концерата, изложби.
Програм намењен деци обухвата промоције књига и часописа, гостовања дечјих писаца, креативне радионице, филмотеку и изложбе ликовних радова.

### Перспективе
Применом информационе технологије у области библиотечког пословања, Градска библиотека ће даље развијати своју делатност ширењем и подизањем квалитета услуга, и тиме доприносити развоју друштва знања.
Поред неговања културне и образовне мисије, концепција будућег развоја предвиђа прерастање Градске библиотеке у модеран реферално-информативни центар и јавни сервис локалне заједнице и шире.

## Делатности библиотеке
Поред своје основне делатности да прикупља, обрађује, чува и даје на коришћење књига, периодику и друге извора информација Градска библиотека у Новом Саду се бави и издавачком делатношћу којом афирмише стваралаштво значајних личности из културне историје Новог Сада.